# Juninho Potiguar
Jarlesson Inácio Júnior (n. 22 februarie 1990, în Natal, Brazilia), cunoscut ca Juninho Potiguar, este un fotbalist brazilian care a evoluat la tclubul Sheriff Tiraspol în Divizia Națională, pe postul de atacant.

## Palmares
Sheriff Tiraspol
- Divizia Națională: 2013-14
- Cupa Moldovei

Finalist: 2013-14
- Supercupa Moldovei: 2015